# HMS Laforey (G99)
Pour les autres navires du même nom, voir HMS Laforey.
Le HMS Laforey (G99) est un destroyer de la classe L construit pour la Royal Navy. Lancé le 15 février 1941 et armé en août 1941, il intègre la Force H de la Mediterranean Fleet et escorte plusieurs convois pour Malte. En 1942 il participe à la bataille de Madagascar puis intègre l'Eastern Fleet pour plusieurs mois avant de retourner en Méditerranée, participant à plusieurs opérations avec les Forces H et Q. Le 30 mars 1944, alors qu'avec son groupe il affronte le U-223, celui-ci fait surface et tire plusieurs torpilles, coulant le destroyer, avant de couler lui-même sous le feu ennemi.